# Storbritanniens Grand Prix 1967
Storbritanniens Grand Prix 1967 var det sjätte av elva lopp ingående i formel 1-VM 1967.  

## Resultat
1. Jim Clark, Lotus-Ford, 9 poäng
2. Denny Hulme, Brabham-Repco, 6
3. Chris Amon, Ferrari, 4
4. Jack Brabham, Brabham-Repco, 3
5. Pedro Rodríguez, Cooper-Maserati, 2
6. John Surtees, Honda, 1
7. Chris Irwin, Reg Parnell (BRM)
8. David Hobbs, Bernard White Racing (BRM)
9. Alan Rees, Cooper-Maserati
10. Guy Ligier, Ligier (Brabham-Repco)

### Förare som bröt loppet
- Bob Anderson, DW Racing Enterprises (Brabham-Climax) (varv 67, motor)
- Graham Hill, Lotus-Ford (64, motor)
- Mike Spence, BRM (44, tändning)
- Dan Gurney, Eagle-Weslake (34, koppling)
- Silvio Moser, Charles Vögele Racing (Cooper-ATS) (29, oljetryck)
- Jochen Rindt, Cooper-Maserati (26, motor)
- Jackie Stewart, BRM (20, transmission)
- Bruce McLaren, Eagle-Weslake (14, motor)
- Jo Siffert, R R C Walker (Cooper-Maserati) (10, motor)
- Joakim Bonnier, Jo Bonnier (Cooper-Maserati) (0, motor)

### Förare som ej startade
- Piers Courage, Reg Parnell (BRM) (bilen kördes av Chris Irwin)